# Helen Boyle
Alice Helen Anne Boyle (1869 - novembro de 1957) foi uma psiquiatra e psicóloga irlandesa-britânica. Ela foi a primeira médica clínica geral da cidade de Brighton e a primeira mulher presidente do Royal College of Psychiatrists. Boyle tinha paixão por ajudar mulheres pobres com doenças mentais e revolucionou o tratamento de transtornos mentais.

## Biografia
Helen Boyle nasceu em Dublin, capital da Irlanda, em 1869, e estudou na França e na Alemanha, antes de se mudar para a Inglaterra em 1887. Ela estudou na London School of Medicine for Women de 1890 a 1893, com Elizabeth Garrett Anderson. Em 1893, ela se qualificou no exame triplo escocês, que permitiu às escolas de medicina escocesas se igualarem a outras escolas em todo o mundo.
Boyle graduou-se no Royal College of Physicians de Edimburgo e na Royal Faculty of Physicians and Surgeons of Glasgow e concluiu o doutorado em Medicina em Bruxelas em 1894.
Em 1929, Boyle mudou-se para Pyecombe, West Sussex, onde morreu em novembro de 1957, um dia após seu 88º aniversario.

## Carreira
De 1894 a 1897, Boyle trabalhou como assistente médica no Claybury Hospital, onde se concentrou em distúrbios neurológicos. Logo trabalhou no Canning Town Mission Hospital e se tornou superintendente deste hospital. Chocada com o tratamento cruel das pacientes desse hospital decidiu fundar sua própria clínica.
Em 1897, ela se mudou para Hove, East Sussex, junto Mabel Jones, onde fundaram o Lewes Road Dispensary for Women and Children, um consultório clínico geral em Roundhill Crescent. Ao fazer isso, Boyle se tornou a primeira mulher clínica geral em Hove. Sete anos depois deixou a clínica para fundar um hospital em Brighton, que oferecia tratamento médico acessível para mulheres e crianças. Era o único hospital com internação da cidade. Trabalhou por cinquenta anos nessas instituições.
Durante a Primeira Guerra Mundial, de 1914 a 1918, ela trabalhou na Sérvia no Royal Free Hospital junto com James Berry, e após a guerra, ela foi premiada com a Medalha da rainha Elisabeth e da Ordem de St.Sava por seu trabalho excepcional. Foi a primeira mulher a comandar o Royal College of Psychiatrists(Colegio real de psiquiatras da Inglaterra).
Participou da fundação da Guardianship Society (1913), da Medical Women's Federation (1917), da International Medical Women's Federation (1922), do The Child Guidance Council e da National Association for Mental Health (agora conhecida como Mind).